# Diócesis de Allegheny
La diócesis de Allegheny (en latín: Dioecesis Alleghenensis y en inglés: Roman Catholic Diocese of Allegheny) fue una circunscripción eclesiástica de la Iglesia católica en Estados Unidos. Se trataba de una diócesis latina, sufragánea de la arquidiócesis de Filadelfia. Fue suprimida el 1 de julio de 1889 y restaurada como diócesis titular en 1971. Desde el 21 de mayo de 2004 su obispo titular es John Walter Flesey.

## Territorio y organización
La diócesis tenía 16 900 km² y extendía su jurisdicción sobre los fieles católicos de rito latino residentes en el centro-oeste del estado de Pensilvania, comprendiendo los condados de: Huntingdon, Blair, Bedford, Cambria, Indiana, Westmoreland, Butler, Armstrong, y parte menor del de Allegheny.
La sede de la diócesis se encontraba en la ciudad de Allegheny (desde 1907 integrada en Pittsburgh como barrio de Allegheny Center), en donde su catedral era la actual iglesia de San Pedro de la diócesis de Pittsburgh.

## Historia
La diócesis de Allegheny fue erigida el 11 de enero de 1876 mediante el breve Quod Venerabiles del papa Pío IX, derivando su territorio de la diócesis de Pittsburgh.
El primer y único obispo de Allegheny fue el misionero lazarista Miquel Domènech Veciana, originario de España. En 1877 el puesto fue cedido a John Tuigg, obispo de Pittsburgh, como administrador apostólico.
La diócesis fue suprimida el 1 de julio de 1889 mediante el breve Ex divisione Pittsburgensis del papa León XIII y su territorio fue reintegrado al de la diócesis de Pittsburgh.

### Diócesis titular
Desde 1971 Allegheny figura entre las sedes episcopales titulares de la Iglesia católica. Desde el 21 de mayo de 2004, el obispo titular es John Walter Flesey, ex obispo auxiliar de la arquidiócesis de Newark.

## Episcopologio

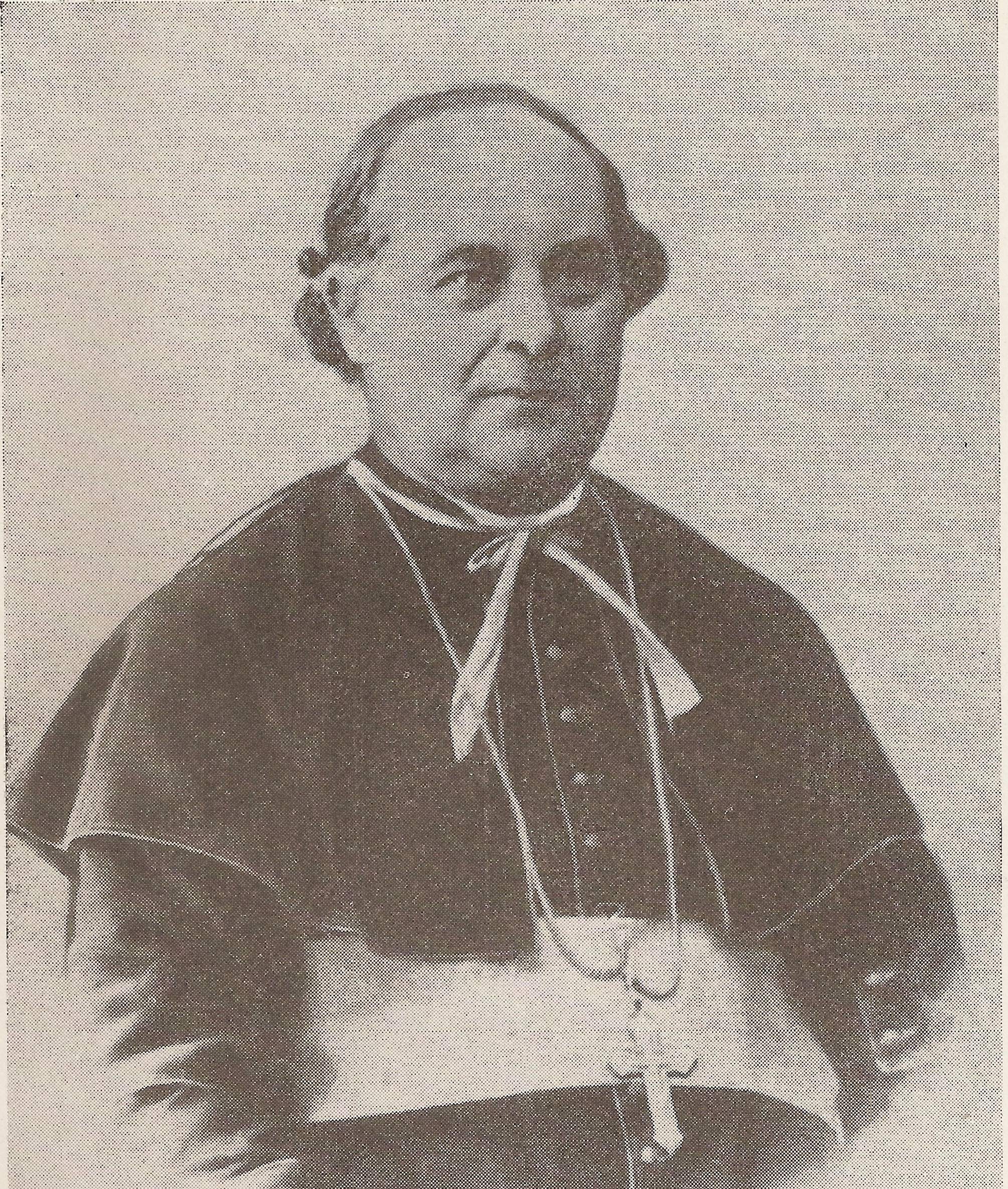
Michael Domenec, primer y único obispo de la diócesis de Allegheny

- Miquel Domènech Veciana, C.M. † (11 de enero de 1876-22 de julio de 1877 renunció)
  - John Tuigg † (1877-1 de julio de 1889) (administrador apostólico)

### Obispos titulares
- George Leo Leech † (19 de octubre de 1971-12 de marzo de 1985 falleció)
- Edward Michael Egan † (1 de abril de 1985-5 de noviembre de 1988 nombrado obispo de Bridgeport)
- Patrick Joseph McGrath † (6 de diciembre de 1988-30 de junio de 1998 nombrado obispo coadjutor de San José en California)
- Robert Joseph McManus (1 de diciembre de 1998-9 de marzo de 2004 nombrado obispo de Worcester)
- John Walter Flesey, desde el 21 de mayo de 2004